# 岡野忠雄
岡野 忠雄（おかの ただお、1942年8月17日 - ）は日本の実業家。日本貨物鉄道（JR貨物）元常務。飯田町紙流通センター元代表取締役社長。

## 来歴・人物
石川県生まれ。大阪府立清水谷高等学校卒業。京都大学卒業。
1967年（昭和42年）日本国有鉄道（国鉄）に入社。1985年国鉄貨物局調査役、1987年（昭和62年）4月、国鉄民営化後は、日本貨物鉄道（JR貨物）の関西支社広島支店長に就任。京葉臨海鉄道や日本国有鉄道清算事業団勤務を経て、1996年（平成8年）JR貨物取締役東北支社長、1998年常務取締役関東支社長。
2002年（平成14年）から飯田町紙流通センター社長を務めた。

## 著書
- 『琵琶湖　三十三万八千歩』（交通新聞サービス、2007年）
- 『琵琶湖一周　山辺の道 55万3000歩』（サンライズ出版、2014年）